# عجایب هفتگانه اوکراین
عجایب هفتگانه اوکراین (اوکراینی: Сім чудес України) آثار تاریخی و فرهنگی هستند که طی یک نظرسنجی در تابستان سال ۲۰۰۷ مشخص شدند. در مرحله اول این نظرسنجی که به صورت اینترنتی انجام شد، مردم و کارشناسان شگفتی‌های کشور اوکراین را مشخص کردند و در مرحله دوم نیز با اعلام رای ۷۷۰۰۰ نفر، لیست عجایب هفتگانه اوکراین تنظیم شد.